# Якимов, Андрей Валерьевич
Андрей Валерьевич Якимов (бел. Андрэй Валер'евіч Якімаў; род. 17 ноября 1989, Антополь, Брестская область) — белорусский футболист, полузащитник клуба «Неман».

## Клубная карьера
Выступал за дубль новополоцкого «Нафтана». Вторую половину 2010 провел в аренде в пинской «Волне», после возвращения стал проходить в основной состав «Нафтана», обычно выходя на замену.
В марте 2013 перешёл в «Витебск». Быстро закрепился в основе и был признан болельщиками клуба лучшим игроком сезона 2013.
В январе 2014 снова стал игроком «Нафтана». Сначала только выходил на замену, а летом стал выходить в стартовом составе на позиции опорного полузащитника. В августе 2014 получил травму, в октябре 2014 вернулся на поле, но снова оказался вне основным составом.
В январе 2015 находился на просмотре в жодинским «Торпедо-БелАЗ», но не подошёл. После направился в микашевичский «Гранит», с которым в феврале 2014 подписал предварительный контракт, однако в марте 2015, так и не став игроком «Гранита», вернулся в «Нафтан». В сезоне 2015 начал появляться на поле только в июле, выходя на замену.
В январе 2017 года он перешёл в гродненский «Неман», с которым в феврале подписал контракт. В составе «Немана» стал основным опорным полузащитником, забив 7 мячей в сезоне 2017 в чемпионате, став вторым бомбардиром команды после Павла Савицкого. В ноябре 2017 года он продлил контракт с «Неманом» на следующий сезон. В сезоне 2018 был игроком основы, только по окончании сезона стал изредка оставаться на скамейке запасных. В декабре 2018 года продлил контракт с гродненским клубом еще на год. В начале сезона 2019 играл за дубль, но быстро вернул себе место в основном составе.
Он покинул «Неман» в декабре 2019 года по окончании контракта, но вернулся в январе 2020 года и подписал новый контракт. В сезоне 2020 был игроком стартового состава, принял участие во всех 30 матчах Высшей лиги. В январе 2021 года продлил соглашение с «гродненцами». В сезоне 2021 оставался игроком основы. В феврале 2022 года продлил контракт ещё на сезон. В декабре 2022 года продлил контракт с клубом.

## Статистика
| Сезон    | Дивизион | Клуб    | Страна                    | Матчи | Голы |
| -------- | -------- | ------- | ------------------------- | ----- | ---- |
| 2007     | дубль    | Нафтан  | Флаг Беларуси (1995—2012) | 23    | 0    |
| 2008     | дубль    | Нафтан  | Флаг Беларуси (1995—2012) | 25    | 1    |
| 2009     | дубль    | Нафтан  | Флаг Беларуси (1995—2012) | 24    | 5    |
| 2010 (1) | Д1       | Нафтан  | Флаг Беларуси (1995—2012) | 3     | 0    |
| 2010 (2) | Д2       | Волна   | Флаг Беларуси (1995—2012) | 14    | 2    |
| 2011     | Д1       | Нафтан  | Флаг Беларуси (1995—2012) | 10    | 0    |
| 2012     | Д1       | Нафтан  | Флаг Беларуси             | 5     | 1    |
| 2013     | Д2       | Витебск | Флаг Беларуси             | 29    | 7    |
| 2014     | Д1       | Нафтан  | Флаг Беларуси             | 21    | 2    |
| 2015     | Д1       | Нафтан  | Флаг Беларуси             | 11    | 0    |
| 2016     | Д1       | Нафтан  | Флаг Беларуси             | 27    | 3    |
| 2017     | Д1       | Неман   | Флаг Беларуси             | 28    | 7    |
| 2018     | Д1       | Неман   | Флаг Беларуси             | 25    | 2    |
| 2019     | Д1       | Неман   | Флаг Беларуси             | 24    | 3    |
| 2020     | Д1       | Неман   | Флаг Беларуси             | 30    | 0    |
| 2021     | Д1       | Неман   | Флаг Беларуси             | 28    | 3    |
| 2022     | Д1       | Неман   | Флаг Беларуси             | 22    | 3    |

## Достижения
«Неман» Гродно
- Обладатель Кубка Беларуси (2): 2023/24, 2024/25